# Agustín Ormaechea
Agustín Ormaechea (ur. 8 marca 1991 w Montevideo) – urugwajski rugbysta grający na pozycji łącznika młyna w zespole Stade Montois oraz w reprezentacji narodowej, mistrz Urugwaju; uczestnik trzech pucharów świata, dwóch w odmianie 15- i jednego w 7-osobowej.

## Kariera
Przygodę z rugby union rozpoczął w wieku pięciu lat w Carrasco Polo Club, w zespołach juniorskich zdobywając kilka tytułów mistrzowskich, po czym od sezonu 2011 przeszedł do pierwszego zespołu tego klubu, w tym samym roku zdobywając pierwsze mistrzostwo kraju.
Mając lat piętnaście pierwszy raz znalazł się w kręgu zainteresowań szkoleniowców drużyn narodowych. W wieku dziewiętnastu lat został powołany do reprezentacji U-20 na Junior World Rugby Trophy 2010, gdzie zagrał w trzech z czterech spotkań. Los Teritos zajęli w turnieju piąte miejsce, dzięki karnemu celnie kopniętemu przez Ormaecheę w doliczonym czasie gry z Kanadyjczykami. We wrześniu 2010 Urugwajczycy ponownie uzyskali awans z mistrzostw kontynentu U-19 na Junior World Rugby Trophy 2011. Występując w roli kapitana wziął udział w dwóch pierwszych meczach, lecz z powodu kontuzji opuścił kolejne dwa, a jego drużyna zajęła ostatecznie czwarte miejsce.
Już w 2010 roku otrzymał pierwsze powołanie do narodowej kadry rugby siedmioosobowego na południowoamerykańskie turnieje. W sezonie 2010/2011 zagrał z nią w USA Sevens – jednym z turniejów zaliczanych do klasyfikacji IRB Sevens World Series, natomiast w kolejnym sezonie w dwóch turniejach: w Las Vegas i Hongkongu. Pod koniec października 2011 roku z tą samą drużyną zajął czwarte miejsce w turnieju rugby 7 na Igrzyskach Panamerykańskich. W sezonie 2012/2013 ponownie zagrał w USA Sevens, tym razem w roli kapitana, a następnie w Pucharze Świata 2013.
W czerwcu 2012 roku Urugwaj z jednym zwycięstwem i dwiema porażkami zajął czwarte miejsce na IRB Nations Cup 2012, a sam zawodnik zagrał we wszystkich trzech meczach. Rok później został wybrany do połączonego zespołu południowoamerykańskiego, który zagrał przeciw Anglikom. W 2014 roku wziął udział we wszystkich pięciu spotkaniach zakończonych sukcesem kwalifikacji do Pucharu Świata 2015. Punktował we wszystkich trzech meczach Tbilisi Cup 2015, a następnie znalazł się w składzie na PŚ 2015, podczas którego zagrał we wszystkich czterech meczach, w spotkaniu z Fidżyjczykami zaliczając przyłożenie i czerwoną kartkę.
W maju 2013 roku podpisał kontrakt z relegowanym z Top 14 klubem Stade Montois, był on następnie przedłużany.

## Varia
- Jego ojciec, Diego, był kapitanem, a następnie trenerem, zarówno w Carrasco Polo Club, jak i Los Teros oraz uczestnikiem dwóch Pucharów Świata[1][29].
- Dwaj bracia również byli związani z Carrasco Polo Club – starszy, Juan Diego, dodatkowo był reprezentantem kraju[30], młodszy zaś, Iñaki, występował w klubowych drużynach juniorskich[1].
- Wraz z Juanem idąc w ślady ojca studiowali weterynarię na Uniwersytecie Republiki w Montevideo[1][2].